# Івани (Польща)
Івани (пол. Iwany, нім. Hannedorf) — село в Польщі, у гміні Рипін Рипінського повіту Куявсько-Поморського воєводства.
У 1975-1998 роках село належало до Влоцлавського воєводства.